# Anglais camerounais
L'anglais camerounais est un dialecte de l'anglais parlé au Cameroun, principalement dans les régions du Nord-Ouest et du Sud-Ouest, le plus souvent appris comme seconde langue. Il présente quelques similitudes avec les variétés anglaises d'Afrique de l'Ouest. 

## Histoire
De 1884 à 1918, le Cameroun fut un protectorat allemand, les Allemands ayant perdu la Première Guerre mondiale, leurs possessions en Afrique furent partagées entre la France et le Royaume-Uni. La partie française de l'ancien Kamerun allemand s'appelle le Cameroun français, où le français devient la langue officielle. La partie britannique est appelée le Cameroun britannique, où l'anglais devient la langue officielle. En 1961, une partie du Cameroun britannique, le Cameroun méridional, décide de former une fédération avec l'ancien Cameroun français, qui obtient son indépendance en 1960. Cela conduit à l'introduction de l'anglais comme langue officielle au Cameroun actuel.

## Caractéristiques phonologiques
Les phonèmes [ɔː], [ʌ] et [ɒ] ont tendance à fusionner en [ɔː], ce qui fait de « cot », « caught » et « cut » des homophones. De même, « lock » et « luck » se prononcent de la même façon. De même, « white-collar worker » devient parfois « white-colour worker » au Cameroun. 

## Exemples
Tournures de phrases caractéristiques du pays ou des parlers locaux :
| Anglais camerounais | Anglais standard                           | Français                   |
| ------------------- | ------------------------------------------ | -------------------------- |
| Detailly            | In detail                                  | En détail                  |
| To see with me      | To agree with me ; to see my point of view | Pour voir mon point de vue |
| Installmentally     | By installments                            | Par versement              |
| Of recent           | Recently ; lately                          | Récemment                  |